# Оструда (гміна)
Гмі́на Остру́да (пол. Gmina Ostróda) — сільська гміна у північній Польщі. Належить до Острудського повіту Вармінсько-Мазурського воєводства.
Станом на 31 грудня 2011 у гміні проживало 15901 особа.

## Територія
Згідно з даними за 2007 рік площа гміни становила 401.06 км², у тому числі:
- орні землі: 54.00%
- ліси: 29.00%

Таким чином, площа гміни становить 22.72% площі повіту.

## Населення
Станом на 31 грудня 2011:
| Опис     | Загалом | Загалом | Чоловіки | Чоловіки | Жінки | Жінки |
| -------- | ------- | ------- | -------- | -------- | ----- | ----- |
| одиниця  | осіб    | %       | осіб     | %        | осіб  | %     |
| все      | 15901   | 100     | 8054     | 50.65    | 7847  | 49.35 |
| міське   | 0       | 100     | 0        |          | 0     |       |
| сільське | 15901   | 100     | 8054     | 50.65    | 7847  | 49.35 |

## Сусідні гміни
Гміна Оструда межує з такими гмінами: Ґетшвалд, Ґрунвальд, Домбрувно, Ілава, Лукта, Любава, Міломлин, Ольштинек, Оструда.